# Сульфогрупа
Сульфогрупа (англ. sulfo [sulfonyl, sulfonic] group) — електроноакцепторна  група в органічних сполуках –SO2 OH тетраедричної будови. Всі зв'язки SO в її солях однакові, близькі до подвійних. Надає кислотних властивостей органічним сполукам. Синонім — сульфонова група.